# Marimatha aurifera
Marimatha aurifera är en fjärilsart som beskrevs av Walker 1857. Marimatha aurifera ingår i släktet Marimatha och familjen nattflyn. Inga underarter finns listade i Catalogue of Life.